# Martin David
Martin David (Poznań, 3 juli 1898 – Rotterdam, 9 april 1986) was een Duitse, later Nederlandse rechtshistoricus en papyroloog.

## Levensloop
David werd geboren in Poznań, de hoofdstad van de toenmalige Duitse provincie Posen. Zijn ouders waren Abraham David en Bertha Pinczower. Na het gymnasium in deze stad ging hij rechten studeren aan de Universiteit van Berlijn. Hij verdiepte zich ook in de geschiedenis van het Nabije Oosten en de semitische talen. Vanaf 1924 studeerde hij verder in Leipzig bij Paul Koschaker en Benno Landsberger. In 1925 promoveerde hij summa cum laude bij Koschaker op het proefschrift Die Adoption im altbabylonischen Recht. Hij behaalde zijn habilitatie in 1930 met de studie Studien zur heredis institutio ex re certa im klassischen römischen und justinianischen Recht. Aansluitend werd hij benoemd tot privaatdocent Romeins recht, papyrologie en oude oosterse rechtsgeschiedenis aan de Universiteit van Leipzig.
Op 5 december 1930 trouwde David met Else Feuchtwanger (1905-1995). Het echtpaar had twee zoons en één dochter.
Vanwege het aan de macht komen van de nazi's vertrok David met zijn gezin in 1933 naar Leiden, waar hij aan de universiteit werd benoemd tot privaatdocent in de oosterse rechtsgeschiedenis en de Grieks-Egyptische papyrologie. Zijn openbare les op 31 januari 1934 hield hij in het Nederlands: Vorm en wezen van de huwelijkssluiting naar de oud-oostersche rechtsopvatting. Van 1935 tot 1940 doceerde hij hiernaast Griekse papyrologie als buitengewoon assistent aan de Universiteit van Amsterdam.
David was, samen met B.A. van Groningen en J.C. van Oven, oprichter van het Leids Papyrologisch Instituut in 1935, naar aanleiding van de gift van de papyruscollectie van Edward Perry (Ned) Warren. De publicaties van het instituut werden door hen geredigeerd: met name de serie Papyrologica Lugduno-Batava (vanaf 1941), waarin de papyri in de collectie van het instituut worden gepubliceerd, en de Berichtigungsliste der Griechischen Papyrusurkunden aus Ägypten (vanaf 1952). In 1937 werd David benoemd tot bijzonder hoogleraar oud-Semitische, hellenistische en joodse rechtsgeschiedenis in Leiden (inaugurele rede op 19 november 1937: De rechtshistoricus en zijn taak).
David werd in 1939 genaturaliseerd tot Nederlander. In najaar 1940 werden alle joodse medewerkers van de Universiteit Leiden door de Duitse bezetter ontslagen. Na protest, geïniteerd door R.P. Cleveringa, werd de universiteit gesloten. In maart 1943 werd David met zijn gezin naar Barneveld en vervolgens Westerbork gedeporteerd; op Dolle Dinsdag werden zij naar Theresienstadt getransporteerd. David en zijn gezinsleden overleefden het concentratiekamp en kwamen op 29 juni 1945 terug in Leiden.
Na de Tweede Wereldoorlog pakte David zijn werk aan de Universiteit Leiden weer op. Op 31 december 1945 werd hij benoemd tot buitengewoon hoogleraar in de vergelijkende rechtsgeschiedenis van de Oudheid. De leerstoel werd in 1952 omgezet in een ordinariaat, dat hij tot zijn emeritaat in 1968 bekleedde. In 1953 werd hij benoemd tot lid van de Koninklijke Nederlandse Akademie van Wetenschappen.
David stond in Leipzig en in Leiden bekend als een uitstekend docent, die zijn studenten leerde kritisch naar een tekst te kijken en niet klakkeloos de interpretatie van een ander over te nemen. Hij vond goede kennis van meerdere antieke talen onontbeerlijk voor een rechtshistoricus van de Oudheid. Hij pleitte ervoor antieke rechtsstelsels te bestuderen tegen de achtergrond van hun eigen cultuur, en niet in de eerste plaats op basis van het moderne of het Romeinse recht.

## Publicaties
Davids publicaties betreffen voornamelijk de oud-Mesopotamische rechtsgeschiedenis, het recht van het oude Israël, de Griekse papyrologie en het antieke Romeinse recht.
In 1940 publiceerden David en Van Groningen een Papyrologisch Leerboek. In 1946 verscheen de Engelse versie Papyrological Primer, een standaardwerk in de papyrologie dat sindsdien vele malen herdrukt is (met herzieningen).
David was lid van de redactie van het Tijdschrift voor Rechtsgeschiedenis (vanaf 1950), en het internationale comité van IURA, Rivista internazionale di diritto romano e antico (vanaf 1959).
- Bibliografie tot 1968: [R. Feenstra], ‘Bibliografie der geschriften van Martin David’, in Symbolae iuridicae et historicae Martino David dedicatae. Onder red. van J.A. Ankum [e.a.] (2 dln.; Leiden, 1968) ix-xvi.
- Aanvullingen: Herbert Petschow und Hans Ankum, in Zeitschrift der Savigny Stiftung für Rechtsgeschichte. Rom. Abt. 105 (1988) 988 (noot 2).

- Bibliothèque nationale de France: cb122410763 (data)
- Biografisch Portaal: 44421505
- Gemeinsame Normdatei: 129498238
- International Standard Name Identifier: 0000 0001 2096 1202
- Library of Congress Control Number: n81148965
- Nationale Bibliotheek van Tsjechië: jcu2013751599
- Nationale Bibliotheek van Israël: 987007260372705171
- Nederlandse Thesaurus van Auteursnamen: 068279183
- Istituto Centrale per il Catalogo Unico: BVEV005649
- LIBRIS: 335961
- Système universitaire de documentation: 031136346
- Virtual International Authority File: 51743876
- WorldCat: E39PBJpPDBjvKvBfFdtPGbxkXd